# 星风血雨
《星风血雨》是1999年的专享动作太空射击电子游戏，由马克·米恰里克和沃尔特·赖特设计并在前望远镜工作室成员组建的小型工作室开发。项目开发从1997年开始，起初名为《源自虚无》，与威廉姆斯1982年推出的《邪恶之星》系列无关。从获得系列授权后，调整游戏重点，开发成《邪恶之星》的续作。
与前作一样，《星风血雨》的游戏目标是摧毁通过斯波格采矿机提供能量传送出来的大型生物机械“邪恶之星”。为达成目标，玩家可以使用多种星际飞船、道具和武器。与前作相比，新作全面采用三维图形，操控方法更多。游戏共有29关，每关都有一个邪恶之星。
《星风血雨》问世后评价褒贬不一，评论称赞开发者的胆识和游戏中增加的新功能。多篇文章认为准确把握前作代表元素，忠于系列，令粉丝倍感熟悉。但也有评论认为关卡头目设计不佳，游戏玩法太过重复。

## 游戏玩法

《星风血雨》截屏，显示玩家控制的星际飞船与大型生物机械“邪恶之星”战斗，这种生物机械也是游戏每一关的头目

《星风血雨》与《邪恶之星》（Sinistar）同属动作太空射击电子游戏，不过原作的图形和操作都局限在二维空间范围，续作拥有三维图形，所以玩家可以在六条轴线范围内自由移动。《星风血雨》共有29关，其中五个隐藏关卡，每关都要对抗邪恶之星。奖励关卡属于限时任务，玩家需摧毁或保卫特定目标。
玩家操纵星际飞船对抗名为邪恶抽取者的外星种族及其奴隶斯波格。斯波格是邪恶抽取者控制的采矿船，负责为传送通道提供能量，通道能够传送以摧毁玩家飞船为目标的巨大生物机械怪物“邪恶之星”。传送通道位于关卡中央，斯波格用小行星附近不定时出现的能量晶体为通道提供能源。
玩家需尽可能防止斯波格为传送通道供能，在此期间会遇到各种敌舰来袭并保护通道。玩家可以从雷达上看到敌人位置，距离较远时为白色，很近时变成红色。玩家在斯波格完成供能前摧毁通道就能过关，否则就要击败邪恶之星。玩家有六种星际飞船可选，还有八种道具和九种武器来摧毁采矿船和邪恶之星。最强大的武器叫邪恶炸弹，设计目的就是摧毁邪恶之星，同时也可用于炸毁传送通道。玩家可以像斯波格一样从小行星附近收集能量晶体来获得邪恶炸弹。

## 开发
1997年，前望远镜工作室（Looking Glass Studios）成员组建的小型电子游戏开发商开始开发《源自虚无》（Out of the Void）。根据初始设计，游戏的最低配置要求为奔腾MMX 200和3dfx图形加速卡，这样的硬件需求已经超出当时普通消费者的承受能力。意识到这款游戏可以很好地宣传自家图形芯片，所以与合作支持开发。《源自虚无》起初与《邪恶之星》系列没有任何关联，游戏玩法也没有类似之处，但这年获得系列授权后决定改变新作的开发方向，与《邪恶之星》联系起来。最终游戏的图形结构不变，但加入许多与《邪恶之星》类似的特征。
THQ游戏公司透露，游戏已针对当时最新发布的英特尔奔腾III处理器优化，能让光线和几何变换引擎以更快速度处理更多细节。马克·钱伯斯（Mark L. Chambers）和罗伯·史密斯（Rob Smith）在著作《电脑游戏玩家圣经》（Computer Gamer's Bible）上称赞《星风血雨》的技术设计：“开发人员加入精确的碰撞物理特效，在小行星领域采矿需要精准的时机和灵活的手指”。

## 发行
获得《邪恶之星》系列授权两年后，游戏公司终于在1999年2月宣布推出《星风血雨》的计划。游戏共发布两段演示视频，其中第二段于1999年9月问世，与第一段相比增加游戏玩法和技术改进，并演示前两关。
游戏公司首席技术官兼总经理诺亚·戴维斯（C. Noah Davis）在宣布游戏计划时表示，《邪恶之星》的“经典之处在于容易上手，难以精通”。他还称：“为达成同等效果，我们大量采用前作元素，同时使用专有的技术展示其中整个宇宙。”1999年9月3日，报导游戏已完成开发，最终在9月15日面向全球发行。

## 评价
《星风血雨》所获媒体评价褒贬不一，但还是以正面为主，收集的媒体汇总平均分为65.75%。评论员认可开发者忠于前作，称赞图形增强功能堪称“图形发电厂”，营造出的画面“无疑非常漂亮”。埃里克·沃尔帕（Erik Wolpaw）在网站发文，称游戏最主要的缺陷在于操控，例如控制设计对于不够用心的玩家来说太过复杂。在他看来，开发商虽然成功掌握街机原作的精髓，但在最终推出的游戏中却没能完全体现。
对游戏图形满意，但批评关卡头目设计实在没法像前作那样“直接令玩家感到恐慌”。网站的文森特·洛佩兹（Vincent Lopez）认为游戏与前作类似，图形、多种武器及其他技术特征都值得称道，但许多武器没有实用价值，“只是清单而非实际资产”。在他看来，《星风血雨》“立刻就能让前作粉丝倍感熟悉”，但全新的图形表现和大量新功能又导致亲切感淡化。
的纳什·沃纳（Nash Werner）与洛佩兹有类似看法，觉得和游戏公司的确交出《邪恶之星》原作的“现代3D版”答卷，图形表现一定程度上领跑太空射击游戏，但在这个过程中却失去前作的些许精髓。鲍勃·曼德尔（Bob Mandel）在肾上腺素宝库（The Adrenaline Vault）网站发文，觉得买家和评论员可能都会毫不留情地批评游戏缺乏复杂的任务和战术计划，但他依然认为《星风血雨》表现出众，和游戏公司成功推出“真正的街机经典”，而且是唯一一款重制20世纪80年代游戏达成该目标的作品。
《电脑游戏杂志》（Computer Games Magazine）的卡琳·罗（Caryn Law）赞赏游戏公司融入前作元素的做法，图形渲染极具想象力，但批评游戏情节和玩法过于单一，称“玩家希望游戏包含的不仅仅是攻击和爆炸”。她还在评论中表示，《星风血雨》让人想起“只要袋里有钱，手眼灵活协调就能玩个痛快的时代”。克里斯·麦克穆伦（Chris McMullen）在《游戏领域》（Games Domain）发文探讨游戏技术表现，“不但音效和图形表现优异”，“而且玩起来乐趣十足，最奇怪的是还很上瘾”。不过他觉得《星风血雨》玩法太过单调，无法成为推荐必买的游戏。
杂志称赞游戏细节丰厚，浑然一体，让人沉迷其中，关卡头目邪恶之星仍然像1983年那样摆出一副嘲笑玩家的嘴脸。游戏玩法基本不变，喜欢老牌经典《邪恶之星》的玩家也会认可《腥风血雨》是当之无愧的接班人。《下一代》（Next Generation）的约翰·李（John Lee）认为游戏表现平庸，“就像《护滩使者》中的漂亮妞——看上去光鲜亮丽，但也仅此而已”，基本上也就是“又一次复古/怀旧之旅”。卡琳·罗在网站发文，称《星风血雨》“就是用3图形打扮一番的《邪恶之星》”，在玩家闯关上没有任何新挑战。